# Dorothy Eady

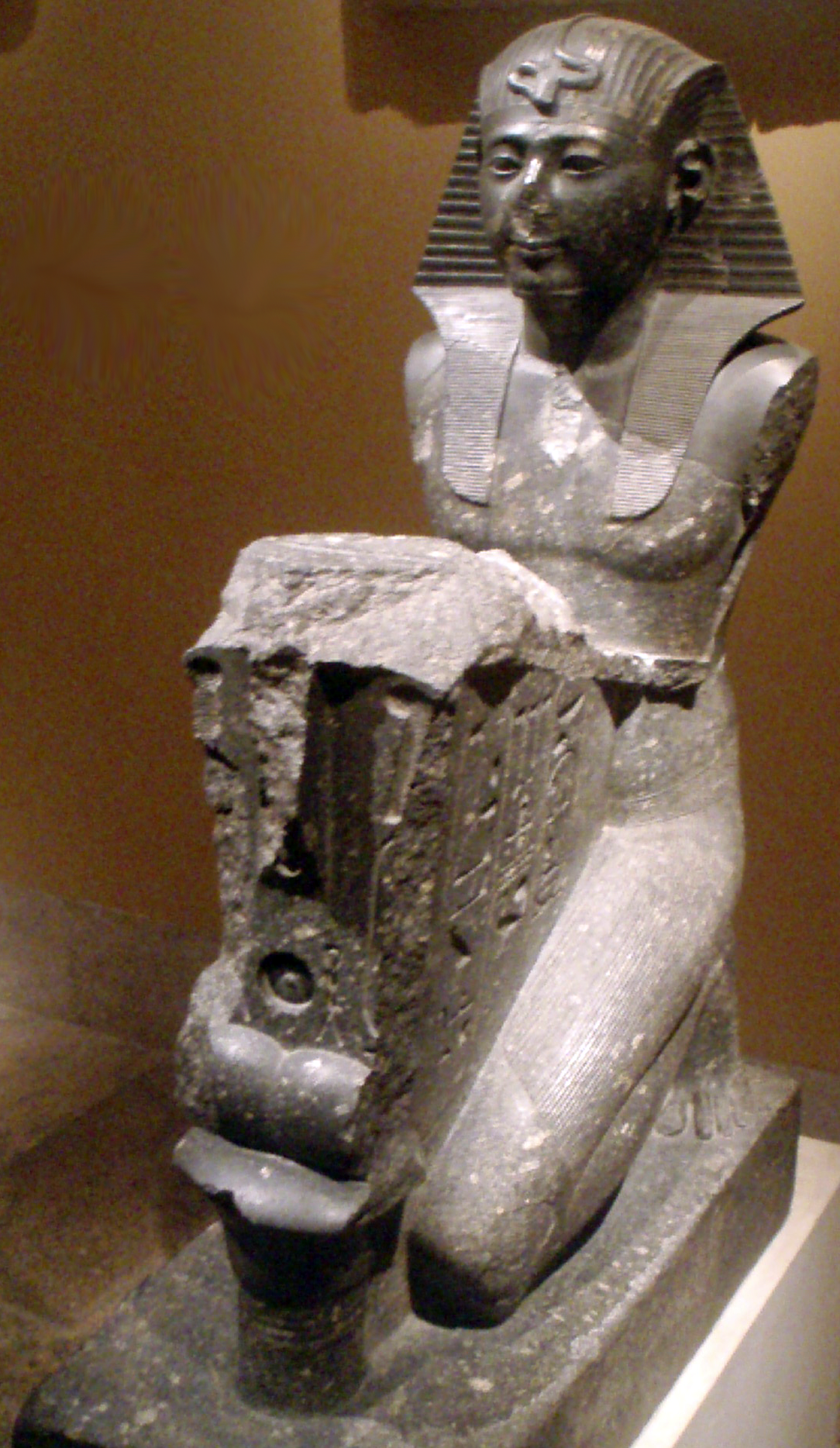
Seti I biedt Osiris een offer aan

Dorothy Louise Eady (Blackheath, 16 januari 1904 - Abydos, 21 april 1981), ook wel Omm Sety of Om Seti (moeder van Seti) genoemd, was een Brits bewaarder van antiek en folklorist. 
Zij geloofde dat ze de reïncarnatie van de priesteres Bentreshyt was uit de tijd van de Farao Seti I.

## Levensloop
Toen Dorothy drie jaar oud was viel zij van de trap. De gewaarschuwde arts constateerde dat het kind was overleden. De arts kwam een uur later terug met een verpleegster, maar in plaats van een dood kind, troffen zij haar levend en wel aan. 	
Na het ongeluk kreeg Dorothy regelmatig dromen waarin zij een huis met pilaren zag. Ze zat ook vaak te huilen en klaagde dat ze naar huis wilde. Haar moeder trachtte haar gerust te stellen met de woorden: “Je bent thuis, dit is je huis”. Dit hielp echter niet veel. 	
Als vierjarig meisje werd ze meegenomen naar het British Museum. Aangekomen bij de Egyptische afdeling ging ze bij een mummie in een glazen kist zitten en weigerde de plek te verlaten. Zij zei hier thuis te horen. Een paar maanden later kocht haar vader een deeltje van een kinderencyclopedie. Het deeltje bevatte een aantal foto's en een tekening van het oude Egypte. Zij herkende deze als beelden van haar “thuis”. 	
Op haar zevende bracht haar vader een aantal tijdschriften mee naar huis. In een van de tijdschriften stond een foto van de Tempel van Seti I in Abydos. Zij verklaarde dat dit haar huis was.	